# Lego Batman 2: DC Super Heroes
Lego Batman 2: DC Super Heroes — компьютерная игра 2012 года выпуска, разработанная Traveller’s Tales и опубликованная Warner Bros. для персональных компьютеров под управлением Windows и Mac OS X, а также игровых приставок Xbox 360, PlayStation 3, PlayStation Vita, Nintendo DS, Nintendo 3DS , Wii и Wii U. Является сиквелом Lego Batman: The Videogame. Lego Batman 2: DC Super Heroes — первая игра серии Lego от компании Traveller’s Tales в открытом мире, а также первая игра с полной озвучкой диалогов. Игра вышла в Северной Америке 19 июня 2012 года.
Версия игры на Mac OS X, выпущенная Feral Interactive, вышла 6 сентября 2012 года. Версия игры на Wii U вышла 21 мая 2013 года. Игра получила продолжение Lego Batman 3: Beyond Gotham 11 ноября 2014 года и Lego DC Super-Villains 16 октября 2018 года

## Игровой процесс
Lego Batman 2 DC Super Heroes разворачивается в открытом мире. Геймплей игры похож на своего предшественника, Lego Batman: The Videogame, но позволяет играть как классическими персонажами из комиксов о Бэтмене, так и другими супергероями из вселенной DC Comics. В игре присутствуют более 70 персонажей. Были введены и новые гаджеты, такие как ледяная пушка Робина, тепловидение Супермена и энергетический костюм для Бэтмена. Поддерживается кооперативный режим игры для двух игроков с разделением экрана. Также Lego Batman 2 DC Super Heroes стала первой игрой в серии Lego с озвученными диалогами.

## Сюжет
В мегаполисе Готэм-сити проходит церемония вручения престижной премии «Гражданин года», основными кандидатами на которую являются Брюс Уэйн (Тёмный рыцарь) и Лекс Лютор, враг Супермена и претендент на пост президента США. Церемонию прерывает Джокер, который забирает награду себе. На сторону Джокера встаёт множество других злодеев, а также Лекс, обидевшийся на Брюса за то, что награда досталась ему. Бэтмен и Робин преследуют клоуна через бухту Готэма и, в конце концов, ловят его. Прибывает Супермен, извиняется за то, что пропустил церемонию, и улетает обратно по своим делам.
Лекс Лютор начинает разрабатывать план, как выиграть на выборах в президенты, и приходит к выводу, что ему нужно устранить Супермена и Бэтмена, для чего ему нужно найти криптонит. Лекс освобождает клоуна, способного вывести Лютора на криптонит, и остальных злодеев. Прибывает Бэтмен и побеждает разъезжающих на мотоциклах и автомобилях бандитов, после чего приступает к осмотру психлечебницы в поисках улик. Там он находит обломок стены, испускающий слабый радиоактивный фон, и вместе с Робином отправляется на завод «Эйс Кемикалс», куда в поисках ингредиентов для криптонита нагрянули Лютор и Джокер.
Прибыв на место, Бэтмен находит следы взятых преступниками элементов. После этого герои едва не погибают из-за взрыва оставленной Джокером химической бомбы, однако их спасает Супермен. Робин предлагает Бэтмену рассказать криптонцу о том, что похищенные элементы нужны для синтеза криптонита, но Бэтмен отказывается. Герои находят бронефургон Лютора, где тот синтезирует вещество, и угоняют его, но в процессе теряют Бэтмобиль.
В Бэтпещере Брюс проводит анализ криптонита и приходит к выводу, что вещество не настоящее — но оно излучает радиосигнал, благодаря которому Лекс Лютор и Джокер находят пещеру. Герои спасаются бегством. Лютор изучает бэткомпьютер и крадёт весь имеющийся криптонит Бэтмена. Злодеи улетают на огромном бронелёте; Бэтмен и Супермен устремляются в погоню, а Робин остаётся восстанавливать оборудование и технику. Герои прилетают в Метрополис и с боем пробиваются сквозь здание Лекскорп, где их атакуют андроиды. Там же они находят огромного Джокера-подобного робота, пилотируемого Лексом и Джокером и питающегося от криптонита. Злодеи используют робота, чтобы подвергнуть Супермена излучению криптонита и и сбросить на Бэтмена большой ящик, а затем улетают в Готэм, желая распылить там газ Джокера, заставив жителей проголосовать на выборах за Лекса. Герои выживают, заранее поменявшись костюмами, и отправляются вслед за роботом. В ходе нового столкновения выясняется, что газ расположил жителей не к Лютору, а к Джокеру, из-за чего жители решают голосовать за последнего. Супермен повреждает криптонитовый источник питания робота, из-за чего на время выбывает из боя, а криптонит начинает вытекать из тела робота. Бэтмена подбирает Робин на импровизированном, разноцветном Бэтмобиле, после чего герои заставляют робота, оставляющего за собой след, преследовать их по городу. Когда след формирует лицо Джокера, его замечает Марсианский Охотник из Сторожевой Башни и вызывает Лигу Справедливости.
В финальном бою Лексу и Джокеру противостоят Бэтмен с Робином, Киборг, Чудо-женщина, Флэш, Зелёный Фонарь и восстановившийся Супермен. И пока Супермен и Чудо-женщина удерживают от падению башню Уэйна, которую злодеи пытаются разрушить, остальные на вершине башни побеждают робота.
После победы над роботом Джокер и Лекс в специальной броне вступают в открытый бой с Лигой Справедливости, но проигрывают и попадают за решётку. Комиссар Гордон благодарит Бэтмена, но тот отмечает, что не справился бы без своих друзей. В честь победы Зелёный Фонарь запускает в космос победный сигнал, который замечает Брейниак. Теперь его путь лежит к Земле.

## Критика
| Сводный рейтинг | Сводный рейтинг | Сводный рейтинг |
| Издание         | Оценка          | Оценка          |
| Издание         | PS3             | Xbox 360        |
| --------------- | --------------- | --------------- |
| GameRankings    | 81,08 %         | 79,54 %         |

Lego Batman 2: DC Super Heroes была хорошо принята критиками, средняя оценка на Metacritic составляет 80/100 для версии на Xbox 360, и 81/100 для PS3-версии. Эндрю Лафлин из Digital Spy назвал Lego Batman 2: DC Super Heroes «лучшей LEGO-игрой на данный момент», похвалив нововведения и сюжет игры.
Lego Batman 2: DC Super Heroes получила премию BAFTA в области игр 2013 года в номинации «Семейная игра».